# Staffan Tällberg
Pour les articles homonymes, voir Tallberg.
Staffan Tällberg (né le 17 avril 1970 à Bollnäs) est un ancien sauteur à ski suédois.

## Palmarès

### Jeux Olympiques
| Épreuve / Édition | Calgary 1988 | Albertville 1992 | Lillehammer 1994 |
| Petit Tremplin    | 8e           | 35e              | 34e              |
| Grand Tremplin    | 8e           | 27e              | 56e              |
| Par Equipes       | 7e           | 9e               | 10e              |

### Championnats du monde
| Épreuve / Édition | Lahti 1989 | Val di Fiemme 1991 | Falun 1993 | Thunder Bay 1995 |
| Petit Tremplin    | 26e        | 11e                | 37e        | 35e              |
| Grand Tremplin    | 19e        | 29e                | 43e        | 51e              |
| Par Equipes       | 5e         |                    |            |                  |

### Championnats du monde de vol à ski
| Épreuve / Édition | Vikersund 1990 | Harrachov 1992 |
| Individuel        | 31e            | 16e            |

### Coupe du monde
- Meilleur classement final: 12e en 1988 et 1991.
- 1 victoire.

#### Saison par saison
| Année | Lieu                  |
| 1991  | Planica (Yougoslavie) |